# XOXO EXTREME
XOXO EXTREME（キス・アンド・ハグ エクストリーム）は、日本の女性アイドルグループ。Twelve-Notes所属。通称・キスエク。結成時は、「xoxo(Kiss&Hug) EXTREME」と表記（読みは同じ）していた。
当記事では、派生グループであるSugary Hug（fromキスエク）（シュガリー・ハグ（フロム・キスエク）、通称・シュガハグ）についても記述する。

## 概要
プログレッシヴ・ロックの楽曲を中心にパフォーマンスする「プログレッシヴ・アイドルユニット」。
前身グループは2015年5月結成のxoxo(Kiss&Hug)（キス・アンド・ハグ、通称・キスハグ）。同年11月30日にはTRASH-UP!! RECORDSよりシングル「鬱。」をリリースするが、2016年2月24日に加藤桃奈が卒業、残るメンバー（凪原亜季、本間美咲、あまの稀音）も3月6日をもって全員卒業。
全員卒業後、xoxo(Kiss&Hug)の新メンバーとして加入予定だった楠芽瑠と新條ひかりの2人でxoxo(Kiss&Hug) EXTREMEを結成するが、メンバーが揃うまでプログレ色をあまり出さない派生ユニット「Sugary Hug（fromキスエク）」として活動。2016年12月、一色萌とネネ（うたた寝音）が加入し、本来のxoxo(Kiss&Hug) EXTREMEとして活動開始。
2017年3月にはネネが契約期間満了、5月には新條ひかりが卒業しSugary Hugは解散。一方、4月に小日向まお、5月に小嶋りんが研修生として加入（2人は同年10月正式メンバーに昇格）。
2017年9月にはディスクユニオン新宿プログレッシヴ・ロック館でリリースイベントを行ったり、同年12月には吉祥寺・シルバーエレファントに出演するなどプログレに縁のある会場でのイベント・ライブを行っている。
2018年6月27日、フランスのプログレバンド「MAGMA」公認のカヴァー曲『The Last Seven Minutes』をリリース。また、MAGMA公式Facebookにて紹介される。
2019年3月31日、スウェーデンのプログレバンド「ANEKDOTEN」公認のカヴァー曲『Nucleus』をリリース。
2019年9月にリーダーであった楠芽瑠が卒業、以後、一色萌、小嶋りん、浅水るり（2019年5月加入、同年12月正式メンバーに昇格）の3人で活動していたが、2020年8月に真城奈央子が加入（同年10月正式メンバーに昇格）、同年11月に星野瞳々が研修生として加入。
新型コロナウイルスの感染拡大で東京都が外出自粛を呼びかける中、無観客配信ライブを行い、その模様を2020年4月15日のNHK総合「おはよう日本」にて採り上げられる。
2022年2月真城奈央子が卒業。同年3月小日向が再加入。同年6月星野瞳々が卒業。同年12月横山陽依が研修生として加入。
2023年2月浅水るりが脱退。同年3月桃瀬せながサポートメンバーとして加入。同年4月横山陽依が正規メンバーに昇格。同年6月に桃瀬せなが正式にメンバーとなる。

## 略歴

### 2016年
- 3月11日、楠芽瑠と新條ひかりの2人が「xoxo(Kiss&Hug) Extreme（仮）」として「エクストリーム昼休み」（DHCシアター）に出演[6]。
- 3月26日、グループ名が正式に「xoxo(Kiss&Hug) Extreme」に決定[7]。
- 4月11日、楠芽瑠・新條ひかりの2人で「Sugary Hug（fromキスエク）」として活動することを発表[8]。
- 5月3日、新宿MARZでシュガハグ初ライブ。
- 11月27日、TRASH-UP!!主催「遅れてゴメンネ!!」（新宿Motion）でキスエクプレお披露目。新メンバーは「Aちゃん」（一色萌）、「Bちゃん」（ネネ）として仮面をつけた姿で登場[9]。
- 12月7日、この日リリースされたTRASH-UP!! RECORDSのコンピレーション・アルバム『遅れてゴメンネ！』にシュガハグの「pre_pro」が収録。
- 12月27日、新條ひかり生誕ライブ（新宿Motion）でキスエク正式お披露目[10]。

### 2017年
- 3月11日、ネネが契約期間満了のため卒業[11]。
- 4月14日、小日向まおが研修生として加入。
- 5月3日、シュガハグ一周年記念ライブ（新宿Motion）にて新條ひかりが卒業。それに伴い、シュガハグも解散[12]。
- 5月5日、小嶋りんが研修生として加入。
- 6月5日、CDがディスクユニオンで販売開始[13]。
- 9月9日、楠芽瑠と平野友里（ゆり丸）によるコラボユニット「める丸」のCD『pre_pro』（シュガハグのカバー）リリース。
- 9月26日、グループ初のリリースイベントをディスクユニオン新宿プログレッシヴ・ロック館にて行う[14]。
- 12月8日、吉祥寺・シルバーエレファントの対バンイベントに出演[15]。

### 2018年
- 2月4日、「1st ワンマンライブ －革命－」（目黒鹿鳴館）を開催[16]。
- 4月15日、「ワンマンライブ The Other Side of XXX」（小岩オルフェウス）開催[17]。
- 6月27日、初の全国流通盤CD「The Last Seven Minutes」（MAGMAの公認カバー）をリリース[18]。
- 7月18日、この日のイベントをもって小日向が受験まおのため活動休止[19]。
- 10月2日、MELLOW GREEN WONDERとのコラボレーションによるCD『ν-Romantica』（ニューロマンティカ）リリース。
- 10月6日、小日向まおが復帰[20]。

### 2019年
- 3月16日、浅水るりが研修生として加入[21]。
- 3月31日、金属恵比須とのコラボレーションでANEKDOTENのカバー曲『Nucleus』をリリース[22]。
- 5月31日、体調不良で休業中だった小日向まおの脱退を発表[23]。
- 6月8日、楠芽瑠が9月16日のライブをもって卒業することを発表[24]。
- 7月25日、「xoxo(Kiss&Hug) EXTREME 2nd ワンマンライブ 〜UNION〜」（渋谷WWW）開催。
- 9月以降、グループの表記が「xoxo(Kiss&Hug) EXTREME」から「XOXO EXTREME」に変更となる。
- 9月9日、1stアルバム『The Both Sides Of The Bloom』リリース。
- 9月16日、「楠芽瑠 卒業ライブ〜さよならメルティリュージョン!〜」（新宿MARZ）にて楠芽瑠が卒業。
- 12月9日、浅水るりが正規メンバーに昇格。[25]

### 2020年
- 5月23日、一色萌、浅水るり生誕前夜祭無観客配信ライブ、「The Power to Believe」を開催。[26]
- 8月30日、真城奈央子が研修生として加入。[27]
- 10月9日、真城奈央子が正規メンバーに昇格。[28]
- 11月27日、「XOXO EXTREME 3rd ワンマンライブ 〜Re:UNION〜」（渋谷CLUB QUATTRO）開催。同日、星野瞳々が研修生として加入[29]。

### 2021年
- 5月12日、2ndアルバム『Le carnaval des animaux -動物学的大幻想曲-』発売。
- 5月22日、「浅水るり生誕ライブ 〜Hell Tonight〜」（渋谷チェルシーホテル）開催。[30]
- 5月29日、「一色萌生誕ライブ〜萌フェス2021〜」（高円寺HIGH）開催。[31]
- 7月23日、「真城奈央子生誕ライブ〜Enchanted〜」（渋谷O-nest）開催。[32]
- 8月13日、「小嶋りん生誕ライブ〜今宵オルフェウス邸へご招待致しますわ〜」（小岩オルフェウス）開催。[33]
- 8月31日、『EURO-ROCK PRESS vol.90』（マーキー・インコーポレイティド） 表紙&巻頭インタビュー掲載。
- 9月11日、「星野瞳々生誕ライブ〜Cute is Justice!〜」（小岩オルフェウス）開催。同日、星野瞳々が正規メンバーに昇格。[34]

### 2022年
- 2月11日、「真城奈央子卒業ライブ〜Fly from Here〜」（西永福JAM）にて真城奈央子が卒業。[35]
- 3月20日、「Perspective! SPツーマン@小岩オルフェウス」（小岩オルフェウス）開催。小日向まおがメンバー再加入。[36]
- 6月26日、「星野瞳々卒業ライブ〜月と星の天下る夜〜」（青山月見ル君想フ）にて星野瞳々が卒業。
- 10月19日、「XOXO EXTREME 4th ワンマンライブ -Omen-」（SHIBUYA PLEASURE PLEASURE）開催。
- 12月24日、横山陽依が研修生として加入。

### 2023年
- 1月9日、「新春！なりすレコード祭 2023 一色萌とザ・ファントムギフト「ハートにROCK！」発売記念ライブ」（渋谷La.mama）（一色萌ソロ）開催。
- 2月23日、「Perspective! SPツーマン」（大塚Hearts Next）をもって、浅水るりが脱退。
- 3月1日、桃瀬せながサポートメンバーとして加入。
- 3月5日、「Perspective! SPツーマン」（大塚Hearts Next）にて桃瀬せな加入後、新体制での初ライブ。
- 4月1日、横山陽依が正規メンバーに昇格。
- 4月24日、「XOXO EXTREME  5thワンマンライブ ～Ultimate UNION～」（Zepp ダイバーシティ東京）開催。
- 6月17日、桃瀬せなが正式なメンバーとなる。

### 2024年
- 10月7日、2025年1月15日リリースの「Forgotten Capital」でMIDIからのメジャーデビューを発表[37]。

## メンバー
| 名前                      | ニックネーム         | イメージカラー | 誕生日  | 出身地   | 血液型 | 備考 |
| ------------------------- | -------------------- | -------------- | ------- | -------- | ------ | --- |
| 一色 萌 ひいろ もえ       | 萌ちゃん、萌氏       | 赤             | 5月27日 | 東京都   | A型    | 2016年11月27日「Aちゃん」としてプレお披露目 2016年12月27日正式お披露目 |
| 小嶋 りん こじま りん     | りんりん             | 水色           | 8月13日 | 千葉県   | O型    | 2017年5月5日研修生として加入 |
| 小日向 まお こひなた まお | ちゃんまお           | 緑             | 4月20日 | 東京都   | O型    | 2017年4月14日研修生として加入 2018年7月18日より活動休止（受験のため） 2018年10月6日より活動再開 2019年5月15日より活動休止（体調不良のため） 2019年5月31日脱退 2022年3月20日再加入 |
| 横山 陽依 よこやま ひより | ひよりん             | オレンジ       | 8月18日 | 神奈川県 | AB型   | 2022年12月24日研修生として加入 2023年4月1日正規メンバーに昇格 |
| 桃瀬 せな ももせ せな     | ももせな、せなちゃん | ピンク         | 4月17日 | 東京都   | O型    | 2023年3月1日サポートメンバーとして加入 2023年6月17日正式にメンバーとなる |

### 元メンバー
| 名前                          | ニックネーム | イメージカラー | 誕生日   | 出身地 | 備考 |
| ----------------------------- | ------------ | -------------- | -------- | ------ | --- |
| ネネ                          |              | 白             | 11月18日 | 岩手県 | 2016年11月27日「Bちゃん」としてプレお披露目、12月27日正式お披露目 2017年3月11日卒業（契約期間満了） ソロ（うたた寝音（センチメンタルウインク））活動と兼任      |
| 新條 ひかり しんじょう ひかり | しんぴか     | 黄             | 12月29日 | 静岡県 | オリジナルメンバー、Sugary Hugメンバー 2017年5月3日卒業 |
| 楠 芽瑠 くすのき める         | めるたん     | ピンク         | 6月26日  | 東京都 | オリジナルメンバー、リーダー、元Sugary Hugメンバー 元FINDSメンバー（「鈴木芽瑠」） 2019年9月16日卒業                                                            |
| 真城 奈央子 ましろ なおこ     |              | 紫             | 7月24日  | ドイツ | 2020年8月30日研修生として加入 2020年10月9日正規メンバーに昇格 2022年2月11日卒業 元朝ぼらけの紅色は未だ君のうちに壊れずにいるメンバー ミスiD 2022 ファイナリスト |
| 星野 瞳々 ほしの めめ         |              | ピンク         | 9月15日  | 千葉県 | 2020年11月27日研修生として加入 2021年9月11日正規メンバーに昇格 2022年6月26日卒業                                                                                |
| 浅水 るり あさみ るり         | るりちゃん   | 白             | 5月20日  | 福井県 | 2019年3月16日研修生として加入 2019年12月9日正規メンバーに昇格 2023年2月23日脱退                                                                                 |

## 出演

### ネットテレビ
- 南波一海のアイドル三十六房（タワレコTV）
  - Sugary Hug：2016年5月12日、8月4日、11月2日
  - xoxo(Kiss&Hug) EXTREME：2017年2月2日、12月7日、2018年11月8日、2019年7月4日
- もっと!プログレッシブ!（下北FM）2017年4月13日 - 2018年3月8日
- キスエクのギュッと!プログレッシヴ!（WALLOP）2018年4月14日 -

### ラジオ
- キスエクのラジオ、キク!？ （調布FM）2019年4月1日 -　2019年9月30日